# Moulin Rouge (película de 1952)
Moulin Rouge es una película británica de 1952, escrita y dirigida por John Huston. Protagonizada por José Ferrer, Zsa Zsa Gabor, Suzanne Flon, Claude Nollier, Katherine Kathy, Muriel Smith, Peter Cushing en los papeles principales, está basada en la novela homónima de Pierre La Mure. Ganadora de dos Premios Óscar, a la mejor dirección de arte (Paul Sheriff y Marcel Vertès) y al mejor diseño de vestuario (Marcel Vertès), y nominada a cinco premios más.

## Sinopsis
Henri de Toulouse-Lautrec, el pintor físicamente limitado, encuentra diversión y amistad entre los artistas del Moulin Rouge. Al dejar el vistoso salón de baile, camina por las calles del barrio de Montmartre, y recuerda el accidente de infancia que lo convirtió en un ser con graves limitaciones de miembros inferiores. Recuerda además su primer amor y sus crueles palabras de rechazo: «Ninguna chica se casará contigo nunca». Cuando encuentra a Marie, una joven chica desesperada, él procura su amistad. Marie le convence para que la lleve a su casa, y Toulouse encuentra mujer por primera vez. Sin embargo, la relación se vuelve turbulenta, y, finalmente, descubrirá que ella sólo vivía con él por el interés del dinero. Pretende acabar con su vida, hasta que se da cuenta de que todavía tiene su arte para seguir viviendo.

## Contexto histórico
José María de Areilza afirma que en esta «Belle époque», la burguesía ascendía en poder económico y la guerra europea no era más que una amenaza lejana (1989). París, desde la Exposición Universal, se convirtió en un centro de atracción del mundo al cual las clases sociales altas de los países europeos y americanos acudían.
Poco a poco fueron abriéndose camino las llamadas «revistas», como género del espectáculo nocturno, en la última mitad del siglo XIX, como evolución de los antiguos cafés-cantantes y de los posteriores cafés-concierto. Y finalmente, como tantas otras costumbres sociales, desde Londres llegó a París la exitosa fórmula del music hall conocida popularmente como cabaret. Literalmente, el cabaret es el espectáculo de variedades que combina diversos números independientes, con presencia importante del componente erótico, representado en un local de reducidas dimensiones que permite un contacto muy directo entre el público y el artista.